# Рагби клуб Зебре Парма
Зебре (енгл. Zebre) су професионални рагби јунион тим из италијанског места Парма, који учествује у Про 12. Боје ове екипе су црна и бела, а капитен је искусни репрезентативац азура Марко Бортолами. Међу познатим рагбистима који су играли за Зебре су Мауро Бергамаско, Брендон Леонард, Синоти Синоти... Највише утакмица за Зебре одиграо је Драјс ван Шалквик - 54, он је такође постигао и највише есеја - 9, а најбољи поентер у историји црно-белих је Лућијано Оркуера са 190 поена.
Први тим
Кајл ван Зил
Милс Мулиаина
Мајкл Висентин
Леонардо Сарто
Улрих Бејерс
Мирко Бергамаско
Гонзало Гарсиа
Кели Хаимона
Марсело Виоли
Лук Бурџес
Филипо Ферарини
Жан Кук
Марко Бортолами
Ђорђе Биађи
Валерио Бернабо
Андреа Ловоти
Томазо Д'Апис
Андреа Манићи
Филипо Кристијано
Емилиано Кориа
Оливиеро Фабиани
Едоардо Падовани
Томазо Бони